# MTV Video Music Awards 1987
Gli MTV Video Music Awards 1987 sono stati la 4ª edizione dell'omonimo premio musicale. La cerimonia di premiazione si è tenuta presso l'Universal Amphitheatre di Los Angeles l'11 settembre 1987 e venne presentata ancora una volta da cinque dei più famosi VJ di MTV di allora: Downtown Julie Brown, Carolyne Heldman, Kevin Seal, Michael Tomioka e Dweezil Zappa.

## Cerimonia
Peter Gabriel stabilì un record per il maggior numero di nomination mai ottenute ai VMA fino ad allora con dodici; ricevendo dieci nomination per Sledgehammer e due per Big Time e vincendo in ben nove categorie, tra i quali i prestigiosi Video Vanguard Award, Miglior Video maschile e Video dell'anno. Gli unici altri artisti a vincere più di un premio a testa furono i Talking Heads con Wild Wild Life, che vinse anche il nuovo premio Miglior video tratto da un film. Tra gli altri maggiori nominati vi furono i Genesis, Steve Winwood e gli U2, con sette nomination ciascuno, e Paul Simon e Madonna con sei ciascuno. Madonna vinse il premio Miglior video femminile per Papa Don't Preach mentre l'unica altra artista femminile a vincere un premio fu Janet Jackson che con tre nomination vinse un premio come Migliore coreografia per il video di Nasty.
Tra le performance degne di nota vi furono i Run DMC e gli Aerosmith che si esibirono insieme in Walk This Way e Bon Jovi in Livin' on a Prayer. Altri performer includevano Bryan Adams, Madonna, David Bowie, Prince e Whitney Houston. Con l'enorme cast di star, i record e le vincite a sorpresa, quest'edizione venne definita una delle migliori dei VMA mai viste.

### Esibizioni
- Los Lobos
- Bryan Adams
- The Bangles
- Bon Jovi
- Crowded House
- Madonna
- Whitesnake
- Whitney Houston
- The Cars
- David Bowie
- Prince
- Cyndi Lauper
- Run-D.M.C. (feat. Steven Tyler & Joe Perry)

## Vincitori e candidati
I vincitori sono indicati in grassetto.

### Video dell'anno
- Peter Gabriel - Sledgehammer

- Genesis - Land of Confusion
- Paul Simon - The Boy in the Bubble
- U2 - With or Without You
- Steve Winwood - Higher Love

### Miglior video di un artista maschile
- Peter Gabriel - Sledgehammer

- David Bowie - Day-In Day-Out
- Robert Palmer - I Didn't Mean to Turn You On
- Paul Simon - You Can Call Me Al
- Steve Winwood - Higher Love

### Miglior video di un'artista femminile
- Madonna - Papa Don't Preach

- Kate Bush - The Big Sky
- Janet Jackson - Nasty
- Cyndi Lauper - True Colors
- Madonna - Open Your Heart

### Miglior video di un gruppo
- Talking Heads - Wild Wild Life

- The Bangles - Walk like an Egyptian
- Crowded House - Don't Dream It's Over
- Eurythmics - Missionary Man
- U2 - With or Without You

### Miglior artista esordiente
- Crowded House - Don't Dream It's Over

- Robert Cray - Smoking Gun
- The Georgia Satellites - Keep Your Hands to Yourself
- Bruce Hornsby and the Range - The Way It Is
- Timbuk3 - The Future's So Bright, I Gotta Wear Shades

### Miglior video concept
- Peter Gabriel - Sledgehammer

- Eurythmics - Missionary Man
- Peter Gabriel - Big Time
- Genesis - Land of Confusion
- Talking Heads - Wild Wild Life

### Miglior video tratto da un film
- Talking Heads - Wild Wild Life (da True Stories)

- Eric Clapton - It's in the Way That You Use It (da The Color of Money)
- Rodney Dangerfield - Twist and Shout (da Back to School)
- Aretha Franklin - Jumpin' Jack Flash (da Jumpin' Jack Flash)
- Ben E. King - Stand by Me (da Stand by Me)

### Miglior video svolta
- Peter Gabriel - Sledgehammer

- Eurythmics - Missionary Man
- Genesis - Land of Confusion
- Huey Lewis and the News - Hip to Be Square
- Paul Simon - The Boy in the Bubble

### Miglior esibizione in un video
- Bon Jovi - Livin' on a Prayer

- Bon Jovi - You Give Love a Bad Name
- Run-D.M.C. (feat. Aerosmith) - Walk This Way
- Bruce Springsteen and the E Street Band - Born to Run
- Bruce Springsteen and the E Street Band - War

- Peter Gabriel - Sledgehammer

- Janet Jackson - Nasty
- Madonna - Papa Don't Preach
- Run-D.M.C. (feat. Aerosmith) - Walk This Way
- U2 - With or Without You

### Miglior regia
- Peter Gabriel - Sledgehammer (Stephen R. Johnson)

- Crowded House - Don't Dream It's Over (Alex Proyas)
- Genesis - Land of Confusion (Jim Yukich e John Lloyd)
- U2 - With or Without You (Meiert Avis)
- Steve Winwood - Higher Love (Peter Kagan e Paula Greif)

### Miglior coreografia
- Janet Jackson - Nasty (Paula Abdul)

- The Bangles - Walk like an Egyptian (Wendy Biller)
- Janet Jackson - When I Think of You (Paula Abdul e Michael Kidd)
- Madonna - Open Your Heart (Brad Jeffries)
- Steve Winwood - Higher Love (Ed Love)

### Migliori effetti speciali
- Peter Gabriel - Sledgehammer (Peter Lord)

- Eurythmics - Missionary Man (Willy Smax)
- Peter Gabriel - Big Time (Peter Wallach)
- Genesis - Land of Confusion (Jim Yukich e John Lloyd)
- Paul Simon - The Boy in the Bubble (Jim Blashfield)

### Miglior scenografia
- Peter Gabriel - Sledgehammer (Stephen e Timothy Quay)

- Breakfast Club - Right on Track (Allie Willis e Bryan Jones)
- Genesis - Land of Confusion (John Lloyd, Jim Yukich e Stephen Bendelack)
- Madonna - Open Your Heart (Mike Hanan)
- Paul Simon - The Boy in the Bubble (Jim Blashfield)

### Miglior montaggio
- Peter Gabriel - Sledgehammer (Colin Green)

- Bon Jovi - Wanted Dead or Alive (Lisa Hendricks)
- Eurythmics - Missionary Man (John Carroll)
- Robbie Nevil - C'est La Vie (Rick Elgood)
- U2 - With or Without You (Meiert Avis)
- Steve Winwood - Higher Love (Peter Kagan, Laura Israel e Glen Lazzarro)

### Miglior fotografia
- Robbie Nevil - C'est La Vie (Mark Plummer)

- Cyndi Lauper - What's Going On (Juan Ruiz Anchía)
- Madonna - Papa Don't Preach (Michael Ballhaus)
- U2 - With or Without You (Daniel Pearl e Matt Mahurin)
- Steve Winwood - Higher Love (Peter Kagan)

### Miglior video scelto dal pubblico
- U2 - With or Without You

- Peter Gabriel - Sledgehammer
- Genesis - Land of Confusion
- Paul Simon - The Boy in the Bubble
- Steve Winwood - Higher Love

### MTV Video Music Award alla carriera
- Peter Gabriel
- Julien Temple